# قناع (حوسبة)

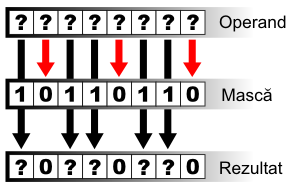

في علم الحاسوب، القناع هو نمط من البتات التي يمكن إستعمالها للاحتفاظ بنمط اخر من البتات وضغطها. باستخدام قناع، يمكن ضبط بتات متعددة في بايت أو نايبل أو كلمة إلخ. أما القناع في أنظمة الاتصالات فيعني الوسيلة لحجب أو إخفاء أو منع الحصول على معلومات من خلال تحليل إشارات الغتصال.

## وظائف القناع الشائعة

### أقنعة بت إلى1
لتشغيل بعض وحدات البت، يمكن استخدام عملية OR المعيارية، باتباع مبدأ أن Y OR 1 = 1 وY OR 0 = Y لذلك، للتأكد من تشغيل بعض الشيء، OR يمكن استخدام الرقم 1. لترك بعض الشيء دون تغيير، يتم استخدام OR مع 0.
```
1001
 0101 
1010
 0101
أو 
1111
 0000 
1111
 0000
= 
1111
 0101 
1111
 0101 
```

### أقنعة بت إلى0
مثال على كل من modulo وmasking في C: 
```
#include
 
<stdint.h>

#include
 
<string.h>

int
 
main
(
void
)
 
{

  
const
 
uint32_t
 
NUM_BUCKETS
 
=
 
0xFFFFFFFF
;
 
// 2^32

  
const
 
uint32_t
 
MAX_RECORDS
 
=
 
1
<<
10
;
 
// 2^10

  
const
 
uint32_t
 
HASH_BITMASK
 
=
 
0x3FF
;
 
// (2^10)-1

  
char
 
**
token_array
 
=
 
NULL
;

  
// Handle memory allocation for token_array…

  
char
 
token
[]
 
=
 
"some hashable value"
;

  
uint32_t
 
hashed_token
 
=
 
hash_function
(
token
,
 
strlen
(
token
),
 
NUM_BUCKETS
);

  
// Using modulo

  
size_t
 
index
 
=
 
hashed_token
 
%
 
MAX_RECORDS
;

  
// OR

  
// Using bitmask

  
size_t
 
index
 
=
 
hashed_token
 
&
 
HASH_BITMASK
;

  
*
(
token_array
+
index
)
 
=
 
token
;

  
// Free the memory from token_array …

  
return
 
0
;

}

```